# Selenia pallidaria
Selenia pallidaria är en fjärilsart som beskrevs av John Henry Leech 1891. Selenia pallidaria ingår i släktet Selenia och familjen mätare. Inga underarter finns listade i Catalogue of Life.